# Principado de Bitlis

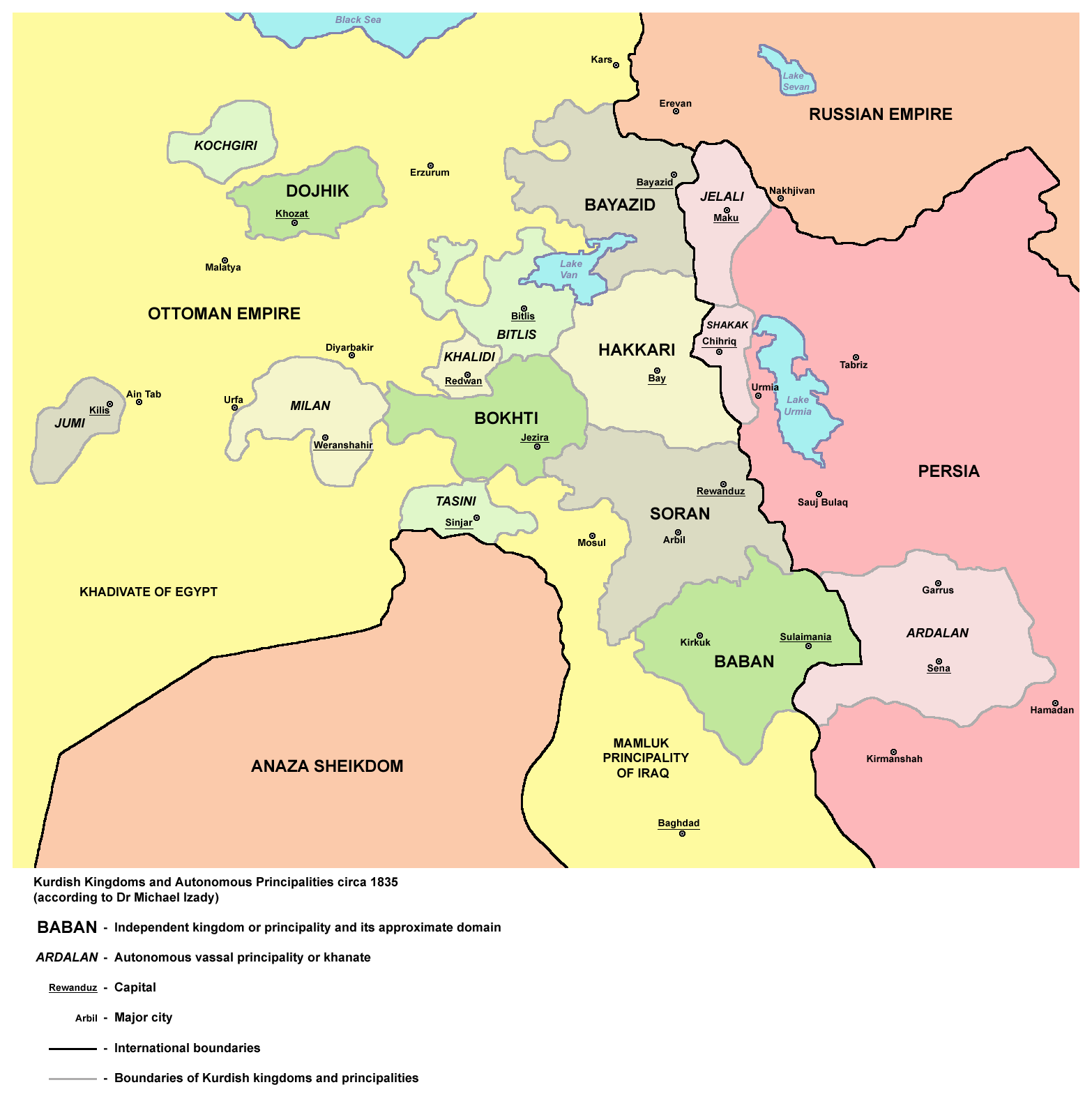
Principado de Bitlis en 1835.

El Principado de Bitlis (1182–1847), fue un principado kurdo derivado de la confederación Rojaki (o Rozagi). Los rojaki derrotaron al rey David III de Tao y conquistaron Bitlis y Sasun en el siglo X. La principalidad pasó por periodos de dominio extranjero como bajo los Ak Koyunlu (de 1467 a 1495) y los safávidas (de 1507 a 1514). Después de la caída de los Ak Koyunlu, los príncipes rojaki se declararon independientes y hasta 1596, dieciocho príncipes rojaki gobernaron el principado. En 1531, el príncipe Sharaf Khan se declaró vasallo de los safávidas hasta su asesinato en 1532 por Olama Takkalu.
El famoso historiador kurdo Sharaf al-Din (generalmente llamado Sharaf Khan Bidlisi) era el hijo de Shams al-Din, príncipe de Bitlis y nieto de Sharaf Khan. Shams Al-Din huyó del país debido a la presión de Solimán I y se refugió en la corte persa de Shah Tahmasp I. Su hijo, Sharaf Al-Din nació en 1533 y se crio en la corte safávida. Durante el reinado de Shah Isma'il II, cayó bajo sospecha del monarco y fue exiliado en Najicheván. De ahí huyó a Van y fue nombrado príncipe de Bitlis por Murad III en 1583.
Los gobernantes rojakis mantuvieron su independencia en medio de la larga la rivalidad entre otomanos y safávidas. A mediados del siglo XVII, Abdal Khan era el gobernante del principado. Fue descrito por el viajero francés Jean-Baptiste Tavernier, como el más poderoso príncipe kurdo. Según él, Abdal Khan era independiente y no reconocía a safávidas u otomados como señores. Evliya Çelebi alabó a Abdal Khan como príncipe del renacimiento y maestro de mil artes.